# Sophronica sparsepilosa
Sophronica sparsepilosa är en skalbaggsart som beskrevs av Maurice Pic 1944. Sophronica sparsepilosa ingår i släktet Sophronica och familjen långhorningar.
Artens utbredningsområde är Benin. Inga underarter finns listade i Catalogue of Life.